# Naxxar
Naxxar (o In-Naxxar) es un consejo local y una ciudad de la parte norte del centro de Malta, que tiene una población de unos 13,678 habitantes (en 2010). La iglesia de Naxxar está dedicada a Nuestra Señora de la Victoria, cuya fiesta se celebra el 8 de septiembre. Naxxar es conocida por la Feria Internacional Comercial Maltesa. 
La localidad se extiende por un área de 11,6 km², y comprende, además del centro de Naxxar, el área de Sghajtar, Santa Marija tax-Xaghra, San Pawl tat-Targa, Birguma, Maghtab, Salina, Bahar ic-Caghaq y parte de Madliena.

## Origen de la ciudad
No es fácil saber cuándo comenzó Naxxar a existir como ciudad. Es seguro que hace miles de años la zona ya estaba poblada, como lo demuestran las cuevas existentes en Tal-Qattara y Ta’ San Brinkaw; los restos megalíticos de la Edad del Bronce en Tal-Qadi y Qaliet Marku; los surcos de carros que van desde Salina hasta it-Targa y aparecen más tarde en el Ghadira tal-Wej y que datan probablemente de la Edad del Bronce; las tumbas púnicas de la Escuela Primaria de Naxar y que según parece existen también en St George Street y Leli Falzon Street; así como las catacumbas de Salina y Maghtab. 

## Origen del nombre
Según la tradición, las gentes de Naxar estuvieron entre los primeros que auxiliaron a San Pablo cuando su barco se estrelló contra las rocas. Por esta razón muchos relacionan el nombre Naxxar con Nassar (Nasra), que significaría "conversión al cristianismo". Otros piensan que el nombre procede de “Nsara” o “Nazaroei”, que significaría 'los que creen en las enseñanzas de Cristo, que vino de Nazaret, esto es, “Nozri”'. Algunos opinan que la palabra Naxxar significa 'el que sierra, separa o corta'; hay que tener en cuenta que en Naxxar hay numerosas casas de piedra. Magri afirma en su libro que la palabra naxar viene de “nazar”, que en hebreo significa "elegido por él" o tal vez "el que se guarda a sí mismo". Esto se debe a que los árabes habían fundado en las proximidades un pueblo llamado Hal Muselmiet, es decir, "el pueblo de los musulmanes". Por este motivo, los cristianos habrían fundado otro pueblo, que por ser cristiano habría tomado el nombre de Naxxar.

## Lema
Aunque nunca se ha explicado claramente el origen del nombre de Naxxar, es un hecho seguro que existe una antigua tradición según la cual los habitantes de Naxxar fueron los primeros en convertirse al cristianismo. De hecho, la parroquia de Naxxar fue la primera de Malta, después de la de la Catedral (Mdina) y la de Vittoriosa. Esto es corroborado por el lema de la ciudad —Prior Credidi—, que significa "Creí en primer lugar".

## Sitios de interés histórico y turístico

### La iglesia parroquial
La iglesia fue convertida en sede parroquial por el obispo De Mello en 1436, y los pueblos de Mosta y Gharghur quedaron bajo su jurisdicción. De hecho, el obispo De Mello la menciona como una de las diez parroquias de Malta, y fue la primera en ser consagrada a Nuestra Señora después de la Catedral. En 1575, la parroquia ejercía su autoridad sobre un total de 36 iglesias (14 en Naxxar, 5 en Gharghur, 12 en Mosta and 5 en las cercanías de dichos pueblos. Tal y como la conocemos hoy, la iglesia fue construida entre 1616 y 1630, cuando Naxxar tenía 1200 habitantes y se vio la necesidad de construir un templo de mayores dimensiones. La iglesia fue proyectada por el arquitecto Tommaso Dingli, uno de los mejores de la época, cuando el párroco era el padre Gakbu Pace. El coro y el área circundante fueron reconstruidos en 1691 bajo la dirección de Lorenzo Gafa', el mismo arquitecto que había proyectado la Catedral de Mdina. La iglesia parroquial fue solemnemente consagrada por el obispo Alpheran el 11 de diciembre de 1732.

### Knisja tan-Naxxar
La iglesia tiene un coro, dos transeptos y una nave de 130 pies de largo. La anchura del transepto es de 94 pies, y la de la nave de 30. La gran campana fue realizada por el fundidor Toni Tanti en 1840 y costó 225 libras esterlinas. La fachada de la iglesia tiene dos relojes, de los cuales uno refleja la hora real, y el otro, una pintura, las doce menos cuarto. 
La pintura principal, que representa el nacimiento de la Virgen, es atribuida a la escuela de Mattia Preti (1613-1699), y a su lado se encuentran otras dos pinturas de Stefano Erardi (1650-1733) acerca de la Huida a Egipto y la Adoración de los Magos. Otros cuadros que representan a la Virgen con el Niño, San Cayetano, San Luis Gonzaga, el Salvador y la Virgen de los Dolores, son obra del pintor maltés Frangisku Zahra (1680-1765). En la sacristía se conserva una antigua pintura en madera que representa a la Virgen del Rosario, obra de Gio Maria Abela (1595).

### Il-Festa tan-Naxxar
La puerta principal de la ciudad, construida en bronce, data de 1913 y es obra de Pio Cellini. Está formada por cuatro paneles que muestran el escudo de armas de Nuestra Señora, patrona de Naxxar, el escudo de armas de la ciudad, el escudo del Papa Pío X y el de la familia Zammit, que donó la obra. En 1952 fue desmantelada, limpiada y reparada por el herrero Mastru Lucens Agius. Los costos de la reparación fueron pagados por los benefactores originales. 
La estatua de la victoria (Vitorja), cuya fiesta se celebra el 8 de septiembre es una tradición originada en Roma en la que las esculturas son obra de artesanos malteses. Naxxar fue una de las primeras ciudads en contar con esculturas rememorando la Pasión de Cristo, y se cree que las procesionmes comenzaron en 1750. El 9 de noviembre de 1787 se trajeron desde el cementerio de San Calepodio en Roma las reliquias de San Vittorio, que se conservan en el altar de la iglesia. Varias de las esculturas y fachadas se deben a Angelo Quatromani.

### Capillas
Existen varias capillas en el área, como la de la Inmaculada Concepción construida en el siglo XVIII; la capilla de Santa Lucía, la Capilla del Naufragio de San Pablo(San Pawl tat-Targa), la iglesia de la Natividad de San Juan Bautista, la capilla de San Jacobo apóstol, Santa Maria tax-Xaghra, la Asunción de la Virgen en Maghtab (también del siglo XVIII), la Anunciación de la Virgen en Salina (siglo XVI), la iglesia de San Miguel Arcángel en Salina, la de Juan Evangelista y la de Santa Maria de los Angeles en Bahar ic-Caghaq.

### Fortificaciones
El área donde se implanta la ciudad ofrece un refugio natural a sus habitantes. De hecho, en los primeros tiempos la población se utilizó para espiar los movimientos del enemigo. Plataforma plana cuyos bordes caen abruptamente al mar, a través de los distintos períodos se utilizaron tres tipos de fortificaciones: 
- Defensa marítima, constituida por torres, baterías, reductos, trincheras y cabezas de playa.
- Defensa interior: casamatas para evitar la invasión enemiga si tenía éxito al desembarcar.
- Defensas elevadas

### Palazzo Parisio
El Palazzo Parisio fue construido por el marqués Giuseppe Scicluna. Antes, el lugar había sido ocupado por la residencia de verano de una comunidad jesuítica. Tras adquirir la propiedad en 1898, el marqués Scicluna la transformó, dejándola en su actual estado, y compró más tierra en la parte trasera para construir un gran jardín. Todo esto se hizo entre 1898 y 1906. 

## Principales calles de Naxxar
- Pjazza Vittorja (Victory Square)
- Telgħa t'Alla u Ommu (T'Alla u Ommu Hill)
- Triq San Pawl Tat-Tarġa (San Pawl Tat-Tarġa Road)
- Triq Ħal-Għargħur (Għargħur Road)
- Triq iċ-Ċikk
- Triq il-Ħaddieda (Blacksmiths Street)
- Triq il-Knisja (Church Street)
- Triq il-Kurradu
- Triq il-Forga
- Triq il-Labour (Labour Road)
- Triq il-Markiż Scicluna
- Triq il-Mosta (Mosta Road)
- Triq il-Parroċċa (Parish Road)
- Triq il-Qoton
- Triq is-Sgħajtar (Is-Sgħajtar Road)
- Triq it-Tuffieħ
- Triq Jules Verne (Jules Verne Street)
- Triq l-Amerika (America Street)
- Triq l-Emigranti (Emigrants Street)
- Triq l-Ingilterra (England Street)
- Triq Leli Falzon (Leli Falzon Street)
- Triq San Ġorġ (St George Street)
- Triq San Pubilju (St Publius Street)
- Triq Santa Marija (St Mary Street)
- Triq Stivala (Stivala Street)
- Triq Tal-Balal (Tal-Balal Road)
- Vjal il-21 ta' Settembru (21st September Avenue)